# 発火点
発火点（はっかてん）とは、発火する限界温度のことで、発火温度とも呼ばれる。

## 概要
物質が燃焼を開始することを発火または着火という。可燃性物質は加熱していくと火源がなくても発火燃焼し、その最低温度を発火点（発火温度）という。なお、発火点の数値は固体のほか、液体や気体についても測定できる。
発火点を決める主な因子は、加熱の時間・可燃物と酸化剤との混合比・混合物の量・器壁の状態・圧力などである。
発火点が火源を必要としない物性の数値であるのに対し、火源を必要とする物性の数値に引火点がある。引火点は一般的には可燃性液体についてその蒸気が空気と混合して最少濃度の可燃性ガスを生じるようになる最低温度（引火が起こる最低温度）をいう。引火点の状態では可燃性液体の蒸気の含有率が最小のため燃焼は継続しない。可燃性液体がさらに加熱され5秒以上燃焼を継続する状態になる最低温度を燃焼点という（燃焼点の温度は引火点よりも必ず高い）。

## 測定方法
可燃性液体の発火点の測定は、一定温度に加熱した容器中に、液体をピペットで滴下し、瞬間に発火するかどうかを見る。固体の場合も同様にして、容器中に少量の粉末を投入して測定する方法がとられている。
可燃性ガスの発火点は、支燃性ガスとの混合物との発火点であり、その混合割合によって変化する。混合ガスの発火点の測定には色々あるが、その測定方法によって測定値に相違が見られる。また、発火温度は圧力によっても大きく影響を受け、高圧下では発火点が低くなる傾向にある。